# Zofijówka (Łąkie)
Zofijówka – część wsi Łąkie w Polsce, położona w województwie kujawsko-pomorskim, w powiecie mogileńskim, w gminie Strzelno. Wchodzi w skład sołectwa Łąkie.
W latach 1975–1998 Zofijówka administracyjnie należała do województwa bydgoskiego.